# 科伊科伊人原始宗教
科伊科伊人原始宗教罗列在科伊科伊神话和科伊科伊人宗教中出现的事物。

## 众神与英雄
- Kaang，至高无上的神。
- “Ga-gorib-神”或邪恶的精神，命运和死亡之神。
- Heitsi-eibib，神话中的祖先英雄。

## 怪物
- Aigamuxa/Aigamuchab
- Ga-gorib
- Hai-uri，敏捷的生物。
- Bi-blouk，Hai-uri的女性版。